# Balboa Park Club
Le Balboa Park Club est un bâtiment américain dans le parc Balboa, à San Diego, en Californie. Dessiné par Isaac Rapp dans le style Pueblo Revival, il a été construit en 1915 pour servir de pavillon au Nouveau-Mexique à la Panama–California Exposition, d'où son premier nom de New Mexico Building. Il a ensuite été remodelé pour la California Pacific International Exposition en 1935. Il sert aujourd'hui de salle des fêtes.